# Église Saint-Rémy de Bruyères-sur-Fère
L'église Saint-Rémy est une église située à Bruyères-sur-Fère, en France.

## Localisation
L'église est située sur la commune de Bruyères-sur-Fère, dans le département de l'Aisne.

## Historique
Le monument est classé au titre des monuments historiques en 1921.